# Auguste Lechesne
Auguste Lechesne  fue un escultor francés, nacido el año 1815 en Caen y fallecido el año 1888 en la misma ciudad ; fue ganador del 2º Premio de Roma en escultura de 1856 junto a Ernest-Eugène Hiolle

## Datos biográficos
Nacido en la ciudad de Caen en 1815.
Fue alumno de la Escuela de Bellas Artes de París, donde en 1856 participó en la competencia por el Premio de Roma en escultura. Ese año la obra del concurso llevó por lema o título Romulus vainqueur d'Acron porte les premières dépouilles opimes au temple de Jupiter. Desbancado por Henri Charles Maniglier, obtuvo un segundo primer premio compartido con Ernest-Eugène Hiolle.
Para su ciudad natal realizó una escultura para el patio de Honor del Séminaire des Eudistes y un yeso para el jardín botánico. Ambas esculturas fueron destruidas.
Para el jardín del Palacio de Versailles, Lechesne talló en piedra un conjunto de infantes cabalgando dragones, que funcionaron de surtidores para el estanque de Neptuno.
Participó también en la decoración del Museo del Louvre.
Falleció a los 73 años en la ciudad de Caen.

## Obras
Entre las mejores y más conocidas obras de Auguste Lechesne se incluyen las siguientes:
- Niño cabalgando y domando a un dragón, grupo de surtidores para el Estanque de Neptuno en los jardines del Palacio de Versailles
- Perros y jabalí , en el Museo de Orsay[1]
- les Dénicheurs : escultura instalada junto a la de Centauro y bacante de Arthur Le Duc, en el Patio de Honor del Séminaire des Eudistes de Caen destruido en 1944 durante la 2ª Guerra Mundial
- La ferocidad domesticada por el amor, escultura en yeso para le Jardín Botánico de Caen. Donada por el escultor, la pieza acabó destruida por las inclemencias del tiempo.
- La Marina , yeso en el Museo de Orsay . Modelo para la decoración del Museo del Louvre[2]
- Figuras alegóricas de La Caza[3] y La Pesca[4] para el Museo del Louvre